# الحجم الكروي الوسطي
الحجم الكروي الوسطي , أو متوسط حجم الكريات (بالإنجليزية: Mean corpuscular volume)‏ ويعرف اختصاراً بـ MCV هو متوسط قياس حجم كرية الدم الحمراء. وهو أحد المتغيرات في العد الدموي الشامل. يستخدم للتفريق بين أنواع فقر الدم.

## أمثلة
عادة ما يكون النطاق المرجعي الطبيعي من 80-98 فيمتولتر.

### مرتفع
في فقر الدم الخبيث (كبير الكريات)، يمكن أن يصل الحجم الكروي المتوسطي إلى 150 فيمتوليترًا. كما يرتبط نقص فيتامين بي12 و/أو الفولات بفقر الدم كبير الخلايا (متوسط الحجم الكروي مرتفع).

### منخفض
الأسباب الأكثر شيوعًا لفقر الدم صغير الكريات هو نقص الحديد (بسبب عدم كفاية المدخول الغذائي، فقدان الدم في الجهاز الهضمي، أو فقدان الدم في الدورة الشهرية)، الثلاسيميا، فقر الدم الحديدي الأرومات أو المرض المزمن. في فقر الدم الناجم عن نقص الحديد (فقر الدم صغير الكريات)، يمكن أن يصل إلى 60 إلى 70 فيمتوليترًا. في بعض حالات الثلاسيميا، قد يكون متوسط الحجم الكروي منخفضًا على الرغم من أن المريض لا يعاني من نقص الحديد.

## مثال حسابي
| المتغير                  | الوحدات                                  | الوحدات المقبولة                         | تحويل الوحدات   |
| ------------------------ | ---------------------------------------- | ---------------------------------------- | --------------- |
| هيماتوكريت               | 40%                                      |                                          |                 |
| هيموغلوبين               | 100 غرام/لتر                             | 10 غرام/ديسيلتر                          | (ديسي هي 1-10)  |
| كريات الدم الحمراء       | 1012 {\displaystyle \times } 5 خلايا/لتر | 1012 {\displaystyle \times } 5 خلايا/لتر |                 |
| الحجم الكريوي الوسطي     | 10-14 {\displaystyle \times } 8 لتر/خلية | 80 فمتولتر/خلية                          | (فمتو هي 15-10) |
| هيموغلوبين الكرية الوسطي | 10-11 {\displaystyle \times } 2 لتر/خلية | 20 بيكوغرام/خلية                         | (بيكو هي 12-10) |